# Zdeněk Terzijský
Ing. Zdeněk Terzijský (* 26. července 1955 Cheb) je československý basketbalista, mistr Československa 1981, vicemistr 1978 a dvakrát bronzový medailista.
V československé basketbalové lize odehrál celkem 9 sezón (1972-1981). Hrál za kluby Spartak Sokolovo / Sparta Praha (6 sezón), Dukla Olomouc (2 sezóny, 1977-1979) a VŠ Praha (1 sezónu, 1980-1981). Se Spartou Praha získal bronzovou medaili za třetí místo (1976), s družstvem Dukla Olomouc titul vicemistra Československa 1978 a třetí místo v roce 1979 a s VŠ Praha titul mistra Československa 1981. Celkem v ligových utkáních zaznamenal 795 bodů.
V sezóně 1978/79 s Dukla Olomouc hrál Pohár vítězů pohárů a v sezóně 1984-85 s VŠ Praha Evropský pohár Korač.
Za reprezentační družstvo Československa hrál na Mistrovství Evropy kadetů v roce 1974 (Oeléans de Gyen, Francie), skončili na 9. místě, odehrál 8 zápasů a zaznamenal 21 bodů.   
Po skončení hráčské kariéry se věnuje podnikatelské činnosti.

## Hráčská kariéra

### kluby
- 1972-1977 Sparta Praha - 3. místo (1976), 4. místo (1973), 6. místo (1974, 1975), 7. místo (1977)
- 1977-1979 Dukla Olomouc - 2. místo (1978), 3. místo 1979
- 1979-1980 Sparta Praha - 9. místo (1980)
- 1980-1981 VŠ Praha - mistr Československa (1981)
  - Československá basketbalová liga celkem 9 sezón (1974-1985), 795 bodů a umístění:
  - mistr Československa 1981, vicemistr 1978, 2x 3. místo: (1976, 1979), 4. místo (1973)